# ماري جلين هيج
السيدة ماري أليسون جلين هيج (بالإنجليزية: Dame Mary Alison Glen-Haig)‏ (12 يوليو 1918 - 15 نوفمبر 2014) كانت مبارزة بريطانية شاركت في أربع ألعاب أولمبية في 1948 و 1952 و 1956 و 1960. ولدت في لندن، ابنة وليام جيمس، مبارز في أولمبياد لندن 1908. بدأت المنافسة بشكل احترافي في عام 1937 واستمرت حتى عام 1960، حيث فازت خلالها بميداليتين ذهبيتين في دورة ألعاب الكومنولث وتنافست في أربع دورات أولمبية في منافسات فردي السيدات. كانت واحدة من أوائل عضوات اللجنة الأولمبية الدولية في عام 1982 وتم إنشاؤها عام 1993. بعد نجاح لندن في استضافة دورة الألعاب الأولمبية الصيفية لعام 2012 في عام 2005، كانت نشطة كسفيرة الدولة المضيفة للألعاب.

## بداية حياتها
ولدت جلين هيج ماري أليسون جيمس في 12 يوليو 1918 في لندن. كان والدها، ويليام جيمس، منافسًا في المبارزة في دورة الألعاب الأولمبية الصيفية لعام 1908 في لندن. لعب شقيقها وأختها التنس، مثل والدتهما. نشأ اهتمامها بالمبارزة من الوقت الذي قضته مع والدها، وغالبًا ما كانت تتدرب معه. 
بدأت المشاركة في البطولات الإقليمية والعالمية في عام 1937 واستمرت في النشاط في هذه البطولات حتى عام 1959. تأهلت لأول مرة للألعاب الأولمبية عام 1948، وهي المرة الثانية التي أقيمت فيها في مسقط رأسها لندن. في الليلة التي سبقت مشاركتها في هذه الألعاب، كانت لا تزال تعمل في مستشفى كينجز كوليدج، حيث لم تكن هناك قرية أولمبية حقيقية في هذه الألعاب. 

## عملهاالأولمبي والكومنولث
في الليلة التي سبقت موعد المنافسة، نامت غلين هيغ على سرير المخيم في غرفة مع امرأتين أخريين.  في مسابقة سيدات فويل الفردية، وصلت إلى النهائيات، لكنها لم تحصل على الميدالية، حيث احتلت المركز الثامن. شاركت في نفس الحدث في الألعاب الأولمبية الصيفية 1952 و 1956 و 1960، وكذلك في فريق سيدات فويل في عام 1960، لكنها لم تصل إلى النهائيات مرة أخرى.  ادعت أنها لم تقلق أبدًا من فوزها بميدالية أم لا. [3] خلال هذا الوقت، شاركت في ألعاب الإمبراطورية البريطانية (لاحقًا ألعاب الكومنولث) من 1950 إلى 1958. فازت بالميداليات الذهبية في مسابقة المبارزة في كل من 1950 و 1954  ومثلت إنجلترا وفازت بالميدالية البرونزية في مسابقة المبارزة الفردية عام 1958 في دورة ألعاب الكومنولث والإمبراطورية البريطانية في كارديف، ويلز. 

## نهاية مسيرتها
انتقلت جلين هيج في نهاية المطاف إلى وست كنسينغتون، لندن، حيث عملت في مستشفى كمديرة منطقة من عام 1974 حتى عام 1982، وهو العام الذي أصبحت فيه واحدة من أوائل النساء الأعضاء في اللجنة الأولمبية الدولية. كانت أيضًا رئيسة المجلس المركزي للترفيه البدني خلال السبعينيات.  استمرت في السياج حتى منتصف وأواخر السبعينيات من عمرها. بصفتها ممثلة اللجنة الأولمبية الدولية، أشرفت على النسخة الأولى من دورة الألعاب الإسلامية للسيدات في فبراير 1993 وحرصت على حسن سير المسابقات. شارك 407 رياضيين في ثماني رياضات مختلفة في النسخة الأولى من الألعاب من دول مثل أذربيجان وتركمانستان وطاجيكستان وقيرغيزستان والبحرين وبنغلاديش وباكستان وماليزيا وسوريا وإيران. كانت عضوًا فخريًا في اللجنة الأولمبية الدولية. 
تم تعيين جلين هيج عضوًا في وسام الإمبراطورية البريطانية في حفل تكريم عيد ميلاد الملكة عام 1971،تمت ترقيتها إلى رتبة قائد في عام 1977 مع مرتبة الشرف، وقائد سيدة في عام 1993.  في ختام دورة الألعاب الأولمبية الصيفية لعام 2004، تلا جلين هيج النسخة الإنجليزية من قصيدة في مدح أثينا. عملت كسفيرة لبريطانيا لدورة الألعاب الأولمبية الصيفية 2012 التي أقيمت في لندن.  توفيت عن عمر يناهز 96 عامًا في 15 نوفمبر 2014. 